# Eternal (The Isley Brothers)
Eternal è un album in studio del gruppo musicale The Isley Brothers, pubblicato nel 2001.

## Tracce
1. Move Your Body (Raphael Saadiq, Robert Ozuna, Glenn Standridge, Angela Winbush, Ronald Isley)
2. Contagious (R. Kelly)
3. Warm Summer Night (Bernard Edwards, Nile Rodgers, Ronald Isley)
4. You Deserve Better (Steve Huff)
5. Just Like This (Steve Huff)
6. Secret Lover (Steve Huff, Myron Avant)
7. You're All I Need (James Harris III, Terry Lewis, James Wright, Tony Tolbert)
8. Settle Down (James Harris III, Terry Lewis, James Wright, Tony Tolbert)
9. Eternal (James Harris III, Terry Lewis, James Wright, Ronald Isley, Ernie Isley)
10. If You Leave Me Now (Peter Cetera)
11. Said Enough (featuring Jill Scott) (Jill Scott, Andre Harris)
12. You Didn't See Me (Raphael Saadiq, Ronald Isley, Ernie Isley)
13. Ernie's Jam (Raphael Saadiq, Ronald Isley, Ernie Isley, Robert Ozuna, Glenn Standridge)
14. Think (Curtis Mayfield, Ronald Isley)